# Spironolacton
Spironolacton wirkt als kompetitiver Antagonist am Mineralokortikoidrezeptor und wird der Gruppe der kaliumsparenden Diuretika zugeordnet. Es findet Verwendung zur Verminderung der Aldosteron-Wirkung bei erhöhter Ausschüttung dieses körpereigenen Hormons sowie zur Behandlung bei Herzinsuffizienz. Aufgrund der verminderten Wirkung von Aldosteron wird vermehrt Natrium ausgeschieden und Kalium zurückgehalten, da der durch Aldosteron bedingte Natriumkanal-Einbau unterbleibt. In der Folge kommt es zu einer erhöhten Wasserausscheidung.
Spironolacton wurde im Oktober 1967 in Deutschland zur Therapie zugelassen und registriert. Es steht auf der Liste der unentbehrlichen Arzneimittel der WHO.

## Wirkung
Spironolacton blockiert in den Sammelrohren der Niere die Bindung des Mineralkortikoids Aldosteron an seinen Rezeptor. Dadurch wird der Einbau von epithelialen Natrium-Kanälen (ENaC) in die luminale Membran von Hauptzellen unterbunden und somit effektiv die Natrium-Rückresorption gehemmt. Durch die fehlende Natrium-Rückresorption bleibt auch der Nachzug von Wasser in die Sammelrohr-Zellen und damit ins Blut aus – Wasser und Natrium werden vermehrt ausgeschieden. So verringert sich die Blutmenge: Das Herz wird entlastet und der Blutdruck sinkt. Auch Wasseransammlungen im Gewebe (Ödeme) werden ausgeschwemmt. Der Kaliumverlust durch andere Diuretika (z. B. Thiazide) kann durch eine Kombinationsbehandlung mit Spironolacton kompensiert werden, da durch den fehlenden Einbau von ENaC-Kanälen auch kein kompensatorischer, ladungsausgleichender Kaliumverlust über luminale ROMK-Kanäle stattfindet. Eigentlich würde für jedes, über den ENaC-Kanal in die Sammelrohr-Zelle aufgenommenes Natrium-Ion ein Kalium-Ion aus den Zellen über ROMK-Kanäle ins Sammelrohr-Lumen gedrängt werden. Dies wird so sekundär durch Spironolacton verhindert, weshalb eine Hyperkaliämie als bedeutsame Nebenwirkung entstehen kann.
Klinische Studien haben gezeigt, dass sich die Gabe von Spironolacton unabhängig von der blutdrucksenkenden Wirkung günstig auf Krankheitsverlauf und Überleben bei chronischer Herzinsuffizienz auswirkt.

## Pharmakokinetik
- Resorption: Spironolacton wird nach oraler Gabe gut absorbiert und innerhalb einer Stunde aus dem Plasma eliminiert. Verschiedene Stoffwechselprodukte (Metaboliten) der Ausgangssubstanz verbleiben aber. Hierzu wird angenommen, dass nicht Spironolacton, sondern vor allem seine Metaboliten die pharmakologische Wirkung verursachen. Der Metabolismus von Spironolacton ist komplex und findet auf verschiedenen Wegen statt. Ein wichtiger aktiver Metabolit ist Canrenon, welches im Blut und Urin erscheint, jedoch noch weiter verstoffwechselt wird. Ein anderer wichtiger Metabolit ist 7α-Thiomethyl-spironolacton, welcher wahrscheinlich in der Niere und Leber produziert wird. Viele Metaboliten werden außer im Urin auch über Galle und Stuhl ausgeschieden.
- Bioverfügbarkeit: Nach oraler Gabe sind beim Menschen mehr als 90 % verfügbar.[4]
- Wirkungseintritt: Die Wirkung tritt langsam ein. Es dauert etwa zwei bis drei Tage, bis eine klinische Wirkung erkennbar ist. Der maximale diuretische Effekt tritt nach fünf Tagen ein. Auch durch eine Erhöhung der Dosis kann die Dauer bis zum Wirkungseintritt nicht verkürzt werden.[4]

## Indikation
Spironolacton wird bei erhöhten Aldosteronspiegeln zur Therapie eingesetzt. Diesen kann eine erhöhte Produktion, z. B. beim primären Hyperaldosteronismus, ein verminderter Abbau, z. B. im Rahmen einer Leberzirrhose (sekundärer Hyperaldosteronismus), oder ein Pseudohyperaldosteronismus zu Grunde liegen. Darüber hinaus ist Spironolacton zur Therapie der chronischen Herzinsuffizienz zugelassen.
Die antiandrogene Therapie  mit Spironolakton ist in Europa selten, in den USA Standard, da CPA (Cyproteronacetat) von der FDA nicht zugelassen ist. Sie erfolgt in Dosen von 100–200 mg. Diese Substanz hat den Vorteil, dass die bekannte Nebenwirkung des Brustwachstums erwünscht ist und ein Bluthochdruck (Hypertonie) gleichzeitig mitbehandelt werden kann.
Nicht indiziert ist die Einnahme von Spironolacton bei vorliegender Hyperkaliämie, einer ausgeprägten Niereninsuffizienz und bei Morbus Addison.

## Nebenwirkungen
- Die häufigste Nebenwirkung ist die Erhöhung des Blutkaliumspiegels, insbesondere bei gleichzeitiger Gabe von ACE-Hemmern und AT1-Antagonisten.[7] Infolgedessen bedarf der Einsatz des Medikaments einer regelmäßigen Kontrolle des Serumkaliums über die Dauer der Anwendung.
- Bei rund 2 % der Patienten kommt es zu temporären allergischen Hautreaktionen.
- Aufgrund der Strukturverwandtschaft von Spironolacton zu verschiedenen körpereigenen Steroidhormonen (insbesondere den Geschlechtshormonen) kann es bei hohen Dosierungen zu hormonellen Störungen kommen. Bei Frauen kann die langfristige Einnahme zu Spannungsgefühl in den Brüsten und dem Ausbleiben der Regelblutung führen. Die (Wieder-)Verweiblichung des Behaarungstyps ist bei Patientinnen mit PCOS (und somit Hirsutismus) und trans Frauen ein erwünschter Effekt der Medikation.
- Bei Männern können aufgrund der östrogenartigen und zugleich antiandrogenen Wirkungen Gynäkomastie, ein verweiblichter Behaarungstyp und Potenzstörungen auftreten.
- Ebenso kann Spironolacton eine potentiell irreversible Heiserkeit auslösen.[4][8]

Diese Nebenwirkungen sind durch die unselektive Wirkung von Spironolacton erklärt, welches, insbesondere ab Dosen von über 100 mg, ebenfalls Effekte auf die anderen Steroidrezeptoren (Androgene und Glukokortikoide) hat. Eplerenon wirkt als weiterer Vertreter der Aldosteronantagonisten selektiv auf den Mineralkortikoidrezeptor.

## Wechselwirkungen
In Kombination mit Digoxin treten erhöhte Plasmaspiegel des Herzglykosids auf. Zusätzliche Einnahme von Acetylsalicylsäure kann die diuretische Wirkung von Spironolacton hemmen.
In Kombination mit Lithium wird der Li-Spiegel im Blut erhöht und es kann zu einer Medikamentenvergiftung kommen, sofern die eingenommene Li-Menge nicht reduziert wird.

## Missbrauch im Sport
Im Body-Building ist Spironolacton ein beliebtes Dopingmittel, um vor Wettkämpfen den Aldosteronspiegel zu senken und damit subkutanes Wasser (Wasser, das sich in der Regel durch Testosteron-Gaben unter der Haut absetzt) auszuscheiden.
Weibliche Anwender benutzen es zusätzlich, um den Androgenspiegel zu senken, welcher durch die Einnahme von künstlichen männlichen Hormonen erhöht ist und bei Frauen zu „Vermännlichungserscheinungen“ führt. Bei einer Überdosierung und längerer Anwendung erhöht sich das Risiko für Nierenschäden dadurch enorm.

## Handelsnamen
Monopräparate
Aldactone (D, A, CH), Jenaspiron (D), Osyrol (D), Spirobene (A), Spirobeta (D), Verospiron (D), Xenalon (CH), zahlreiche Generika (D, A)
Kombinationspräparate
Aldactone Saltucin (A), Aldozone (CH), Furorese comp. (D), Furospir (CH), Furospirobene (A), Lasilacton (A, CH), Osyrol-Lasix (D), Sali-Aldopur (A), Spiro-comp. (D, A), Spiro D-Tablinen (D), Spironothiazid (D)